# Cody Chesnutt
Cody Chesnutt (* 1968) je americký kytarista a zpěvák. Vyrůstal v Atlantě ve státě Georgie a hudbě se profesionálně začal věnovat poté, co se přestěhoval do Los Angeles. Zde v roce 1997 založil skupinu The Crosswalk, která však po třech letech ukončila svou činnost. Své první sólové album nazvané The Headphone Masterpiece vydal Chesnutt v roce 2002. Později vydal několik dalších nahrávek (například EP Black Skin No Value z roku 2010), ale jeho druhé plnohodnotné album vyšlo až roku 2012. Podílel se také na dokumentárním filmu Dave Chappelle's Block Party z roku 2005 a písní „Boils“ přispěl na kompilační album Plague Songs.

## Diskografie
- The Headphone Masterpiece (2002)
- Landing on a Hundred (2012)